# Memoriał Alfreda Smoczyka 2000

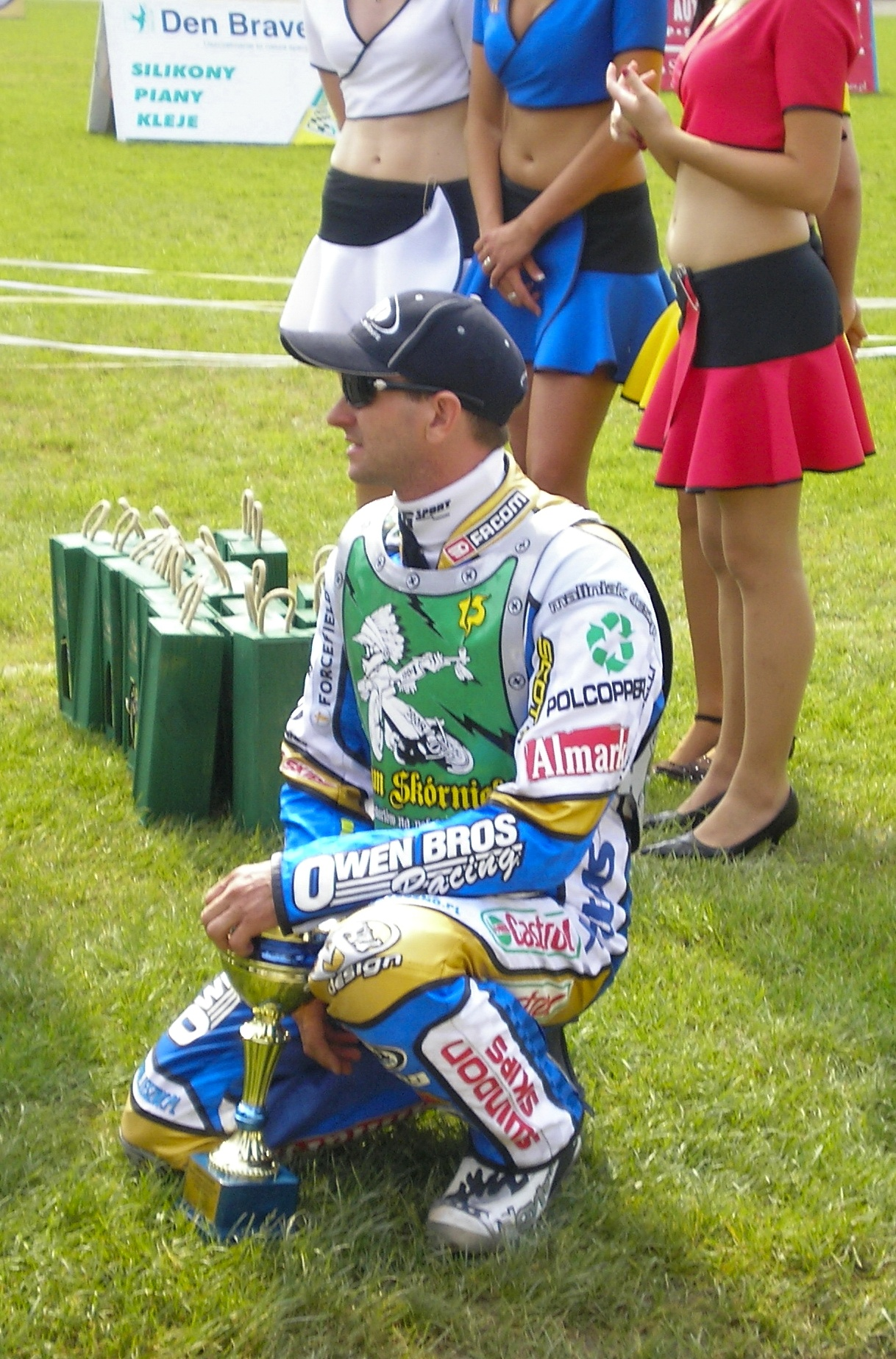
Leigh Adams

Jubileuszowe Pięćdziesięciolecie Memoriału Alfreda Smoczyka odbyło się 9 września 2000. Zwyciężył żużlowiec australijski Leigh Adams.

## Wyniki
- 9 września 2000 (sobota), Stadion im. Alfreda Smoczyka (Leszno)
- NCD: Leigh Adams – 62,30 sek. w wyścigu 3.

| Msc. | Zawodnik                 | Kraj                  | Pkt |               |  |
| ---- | ------------------------ | --------------------- | --- | ------------- |  |
| 1    | (11) Leigh Adams         | Unia Leszno           | 22  | (3,3,3,2,2,9) |  |
| 2    | (15) Piotr Protasiewicz  | Polonia Bydgoszcz     | 18  | (1,2,3,3,3,6) |  |
| 3    | (14) Antonín Kasper      | Start Gniezno         | 14  | (3,3,0,2,3,3) |  |
| 4    | (10) Wiesław Jaguś       | Apator Toruń          | 12  | (0,2,3,3,0,4) |  |
| 5    | (8) Tony Rickardsson     | Wybrzeże Gdańsk       | 12  | (3,2,3,0,2,2) |  |
| 6    | (9) Andrzej Huszcza      | ZKŻ Zielona Góra      | 10  | (2,3,2,1,2,0) |  |
| 7    | (1) Tomasz Gollob        | Polonia Bydgoszcz     | 9   | (3,2,2,0,1,1) |  |
| 8    | (2) Robert Dados         | GKM Grudziądz         | 8   | (0,1,1,3,3)   |  |
| 9    | (12) Mark Loram          | Włókniarz Częstochowa | 7   | (1,0,0,3,3)   |  |
| 10   | (7) Damian Baliński      | Unia Leszno           | 7   | (2,1,2,1,1)   |  |
| 11   | (16) Krzysztof Cegielski | Wybrzeże Gdańsk       | 6   | (2,3,1,d,d)   |  |
| 12   | (5) Roman Jankowski      | Unia Leszno           | 5   | (1,d,2,1,1)   |  |
| 13   | (6) Sam Ermolenko        | ŁTŻ Łódź              | 4   | (u,d,0,2,2)   |  |
| 14   | (3) Craig Watson         | bez klubu polskiego   | 4   | (1,0,1,2,0)   |  |
| 15   | (4) Łukasz Jankowski     | Unia Leszno           | 4   | (2,1,1,0,u)   |  |
| 16   | (13) Zbigniew Krakowski  | Unia Leszno           | 3   | (d,1,0,1,1)   |  |
|      | rez. Jacek Rempała       | Unia Leszno           | ns  |               |  |
|      | rez. Andrzej Szymański   | Unia Leszno           | ns  |               |  |
|      | rez. Robert Mikołajczak  | Unia Leszno           | ns  |               |  |

Bieg po biegu
Bieg kwalifikacyjny do turnieju głównego

(64,10) Krakowski, Rempała, Szymański, Mikołajczak
1. (63,60) Gollob, Ł. Jankowski, Watson, Dados
2. (62,50) Rickardsson, Baliński, R. Jankowski, Ermolenko (u4)
3. (62,30) Adams, Huszcza, Loram, Jaguś
4. (63,40) Kasper, Cegielski, Protasiewicz, Krakowski (d4)
5. (64,60) Huszcza, Gollob, Krakowski, R. Jankowski (d4)
6. (64,30) Kasper, Jaguś, Dados, Ermolenko (d4)
7. (62,50) Adams, Protasiewicz, Baliński, Watson
8. (63,80) Cegielski, Rickardsson, Ł. Jankowski, Loram
9. (63,50) Adams, Gollob, Cegielski, Ermolenko
10. (63,40) Protasiewicz, R. Jankowski, Dados, Loram
11. (63,70) Rickardsson, Huszcza, Watson, Kasper
12. (64,50) Jaguś, Baliński, Ł. Jankowski, Krakowski
13. (65,50) Loram, Kasper, Baliński, Gollob
14. (65,70) Dados, Adams, Krakowski, Rickardsson
15. (64,20) Jaguś, Watson, R. Jankowski, Cegielski (d2)
16. (64,70) Protasiewicz, Ermolenko, Huszcza, Ł. Jankowski
17. (64,10) Protasiewicz, Rickardsson, Gollob, Jaguś
18. (65,00) Dados, Huszcza, Baliński, Cegielski (d4)
19. (64,60) Loram, Ermolenko, Krakowski, Watson
20. (66,30) Kasper, Adams, R. Jankowski, Ł. Jankowski (u4)

Baraż
21. (64,10) Jaguś, Rickardsson (2 pkt), Gollob (1 pkt), Huszcza (0 pkt)
Wielki Finał
22. (64,90) Adams (9 pkt), Protasiewicz (6 pkt), Jaguś (4 pkt), Kasper (3 pkt)